# Zona libera (regione)
La Zona libera o Territori liberati è un termine usato dal governo del Fronte Polisario della Repubblica Democratica Araba dei Sahrawi, uno stato sovrano de facto parzialmente riconosciuto nel Maghreb occidentale, per descrivere la parte del Sahara occidentale che si trova a est dei 2 200 chilometri (1 400 mi) di muro di confine fiancheggiato da un campo minato, spesso indicato come il Berm, e ad ovest e a nord dei confini di Algeria e Mauritania. È controllata dalla Repubblica Democratica Araba dei Saharawi, in opposizione all'area a ovest del Berm, che è controllata dal Marocco come parte delle sue Province meridionali. Entrambi gli stati rivendicano l'intero Sahara occidentale come loro territorio.
La zona è stata consolidata come zona controllata dal Polisario in un cessate il fuoco del 1991 tra il Fronte Polisario e il Marocco, che era stato concordato insieme come parte del Piano di insediamento. Il Marocco controlla le aree ad ovest del Berm, compresa la maggior parte della popolazione del territorio. Il cessate il fuoco è vigilato dalle forze della MINURSO delle Nazioni Unite, incaricate nel mantenimento della pace nell'area e nell'organizzazione di un referendum sull'indipendenza.

## Status e accordo militare

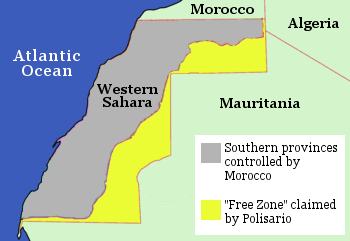
Il Berm segue la linea tra le aree grigie e gialle.

Lo status del Sahara occidentale è altamente conteso tra il Polisario e il Marocco, e in questo ambito sono inclusi nomi usati per indicare le aree sotto il controllo delle diverse parti.
Il Marocco si riferisce abitualmente alla regione controllata dal Polisario come a una "zona cuscinetto" o "striscia di cuscinetto" e afferma che alle forze del Polisario non è consentito l'ingresso e che sia le attività militari che l'edilizia civile in quest'area costituiscono violazioni del loro accordo di cessate il fuoco. Il Fronte Polisario, invece, sostiene che ciò non corrisponde alle disposizioni dell'accordo sullo status del territorio, firmato dal Marocco nel 1991, e considera la "striscia di cuscinetto" solo una piccola porzione dell'intero territorio. Questa zona funge da divisione delle forze della terra di nessuno. Le aree al di fuori di questa zona sono aperte all'attività della parte che le controlla, purché rispettino alcune restrizioni ai movimenti militari. Allo stesso modo, il Polisario chiama le aree come "Territorio liberato" o "Zona libera", ma questa non è una designazione ufficiale. L'ONU la chiama semplicemente "a est del Berm" e si riferisce ai territori sotto il controllo marocchino come "a ovest del Berm", non offrendo così un'approvazione alle pretese di nessuna delle parti.
Secondo il piano di insediamento, il movimento dei combattenti del Polisario è limitato in modo simile a come le forze marocchine affrontano le restrizioni sul loro lato delle Berm. La MINURSO specifica le seguenti restrizioni per le diverse zone:
- Un'ampiezza di 5 km di "Buffer Strip" a sud ed est del Berm;

- Due ampiezze di 30 km di aree Riservate (RA) lungo il Berm. La "Buffer Strip" è inclusa nell'Area Riservata sul lato del POLISARIO (FPOL) e il Berm è compreso nell'Area Riservata sul lato Militare del Marocco (RMA);
- Due aree con restrizioni limitate (ALR), che sono le due vaste distese di terra rimanenti del Sahara occidentale rispettivamente su entrambi i lati.

Ciascuna delle cinque parti ha restrizioni specifiche per quanto riguarda le attività militari delle due parti:
- Buffer Strip: Nessun ingresso di personale e attrezzature RMA e FPOL, via terra o via aerea. Nessun fuoco di armi dentro o sopra l'area.
- Aree riservate: divieto di tiro con armi e/o esercitazioni di addestramento militare, ad eccezione delle attività di addestramento fisico del personale disarmato. Nessun rinforzo tattico, nessun ridistribuzione o spostamento di truppe, quartier generale/unità, depositi, equipaggiamento, munizioni, armi, nessun ingresso di aerei militari e nessun miglioramento delle infrastrutture di difesa. Si applicano alcune eccezioni e alcune attività sono consentite previa informazione o approvazione da parte di MINURSO (Nota: queste sono restrizioni in breve, per informazioni dettagliate si prega di leggere il MA#1 per intero).
- Aree con Restrizioni Limitate: Possono essere svolte tutte le normali attività militari, ad eccezione del rafforzamento dei campi minati esistenti, della posa di mine, del concentramento delle forze, della costruzione di nuove sedi, caserme e depositi di munizioni. La MINURSO deve essere informata se le parti intendono condurre esercitazioni militari, compreso il tiro di armi di calibro superiore a 9 mm.

## Popolazione e attività nel territorio

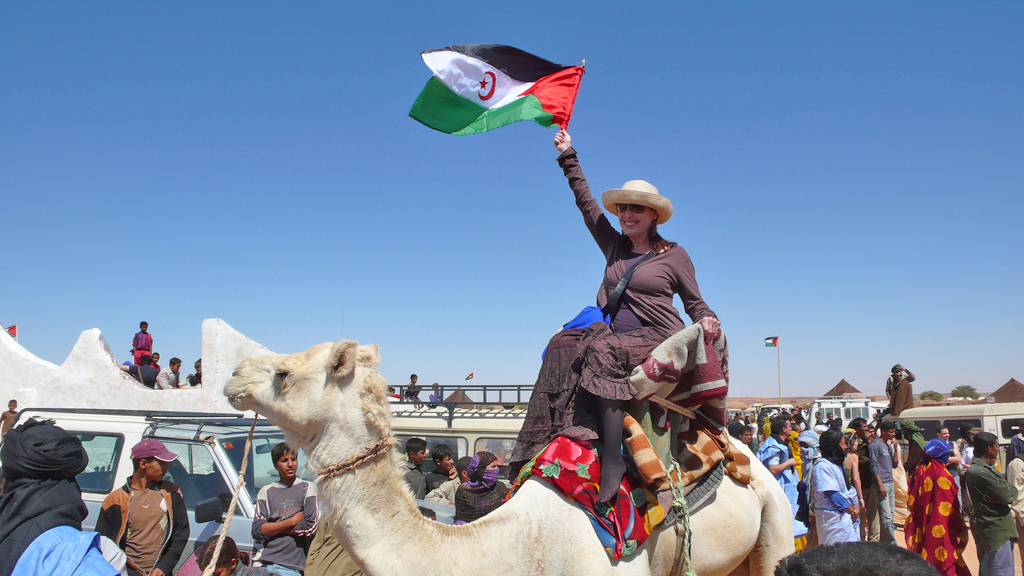
L'attrice spagnola Verónica Forqué al Sahara Film Festival.

La popolazione del territorio ad est del Muro è stimata tra 30.000  -40.000 abitanti. In confronto, si stima che 500.000 abitanti vivano a ovest del Muro, di cui i coloni marocchini costituiscono almeno due terzi. Dopo la Marcia verde del 1975, lo stato marocchino ha sponsorizzato schemi di insediamento che invogliano migliaia di marocchini a trasferirsi nella parte occupata dal Marocco (80% del territorio).
I principali insediamenti nella zona sono Tifariti (attuale capitale temporanea), Bir Lehlou (ex capitale temporanea), Agounit, Meharrize, Mijek, Dougaj e Zug.
L'accesso è difficile anche per i Saharawi a causa del clima rigido del Sahara, del conflitto militare e dell'abbondanza di mine antiuomo.  L'area è abitata principalmente da nomadi sahrawi, che mantengono il tradizionale allevamento di cammelli dei loro antenati, tra la zona, la Mauritania settentrionale e i campi profughi. C'è anche una piccola popolazione di mercanti, che vende merci ai viaggiatori.
Nella zona (soprattutto a Tifariti e Bir Lehlou) si svolgono i principali eventi politici sahrawi, come i congressi del Polisario e le sessioni di apertura del Consiglio nazionale sahrawi (il parlamento della SADR in esilio), poiché è considerata socialmente, politicamente e simbolicamente importante condurre affari politici in terra sahrawi.

## Forza del Polisario

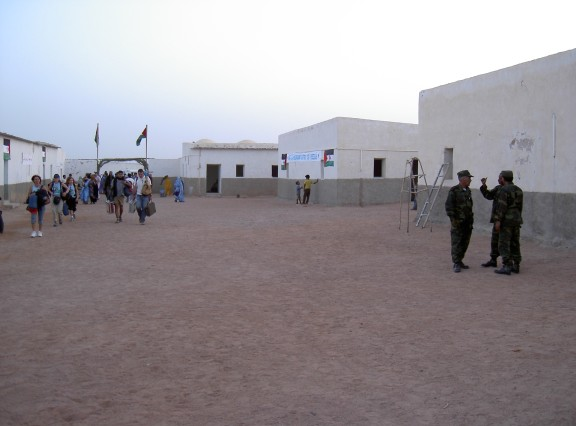
Tifariti, nel nord-est della zona, 2005

Le truppe del Polisario (dell'Esercito popolare di liberazione del Sahara (SPLA) presenti nell'area sono divise in sette "regioni militari", ciascuna controllata da un alto comandante alle dipendenze del Presidente del Polisario proclamato della Repubblica Araba Saharawi Democratica. Non è nota la dimensione complessiva dell'esercito di guerriglia del Polisario presente in quest'area. Alcune fonti affermano tra 3.000 e 6.000 uomini, mentre altre aumentano il numero fino a 12.000,  con ulteriori combattenti di stanza in Algeria, Mauritania o smobilitati a causa del cessate il fuoco. Queste forze sono trincerate in posizioni permanenti, come postazioni di cannoni, trincee difensive e basi militari sotterranee, oltre a condurre pattugliamenti mobili del territorio.

## Incidenti nella zona
La concentrazione di forze per la commemorazione del 30º anniversario della Repubblica Saharawi  è stata tuttavia oggetto di rimprovero da parte delle Nazioni Unite, in quanto è stato considerato un esempio di violazione del cessate il fuoco portare una concentrazione di forze così grande nella zona.
Minurso riferisce che ogni mese si verificano in media 2-4 violazioni di questo tipo nell'intero territorio del Sahara occidentale, tra le due parti. In aggiunta a questo, ci sono molte altre violazioni relative ai comandanti locali di entrambe le parti che rifiutano l'ispezione delle loro forze da parte del personale della Minurso. 
Manifestazioni annuali contro il Muro del Marocco sono organizzate nella regione da sahrawi e attivisti internazionali provenienti da Spagna, Italia e altri paesi principalmente europei. Queste azioni sono strettamente monitorate dalle Nazioni Unite.